# حقوق بشر در اسرائیل
حقوق بشر در کشور اسرائیل، چه از نظر قانونی و چه در عمل، توسط سازمان‌های بین‌دولتی، سازمان‌های مردم نهاد و فعالان حقوق بشر، اغلب در چارچوب درگیری اسرائیل و فلسطین، منازعه گسترده‌تر اعراب و اسرائیل، و سیاست داخلی اسرائیل ارزیابی شده‌است.
اسرائیل یک دموکراسی پارلمانی چند حزبی است. این کشور در اعلامیه استقلال خود به عنوان یک «دولت یهودی» وصف شد - تعریف قانونی " دولت یهودی و دموکراتیک " در سال ۱۹۸۵ اتخاذ شد. اسرائیل علاوه بر اکثریت یهودی آن، محل زندگی اقلیت‌های دینی و قومی است که برخی از آنها تبعیض را گزارش می‌کنند. در سرزمین‌های فلسطینی، دولت‌های پی در پی اسرائیل مورد انتقاد بین‌المللی از سوی دیگر کشورها و نیز گروه‌های بین‌المللی حقوق بشر قرار گرفته‌اند. یکی از قوانین اساسی اسرائیل که قرار است مبنای قانون اساسی آینده را تشکیل دهد، قانون اساسی: کرامت و آزادی انسانی، ابزاری عمده برای حفاظت از حقوق بشر و آزادی‌های مدنی در کشور اسرائیل است.
اسرائیل از نظر سیاسی آزادتر و دموکراتیک تر از کشورهای همسایه خود در خاورمیانه است. بر اساس گزارش‌های کشوری وزارت امور خارجه ایالات متحده آمریکا در مورد اقدامات حقوق بشر در سال ۲۰۱۵، اسرائیل با مشکلات حقوق بشری قابل توجهی در رابطه با تبعیض نهادینه علیه شهروندان عرب اسرائیل (که بسیاری از آنها خود را فلسطینی می‌شناسند)، اسرائیلی‌های اتیوپیایی و زنان، و رفتار با پناهندگان و مهاجران غیرقانونی مواجه است. سایر مشکلات حقوق بشر شامل تبعیض نهادی علیه یهودیان غیر ارتدوکس و خانواده‌های متأهل با دیگر اقوام و نقض حقوق کار علیه کارگران خارجی است.

## حقوق بشر در سرزمین‌های اشغالی

### فرمانداری نظامی اسرائیل
از سال ۱۹۶۷، اسرائیل مناطقی را که در طول جنگ شش روزه از مصر، اردن و سوریه تصرف کرده بود، در کنترل خود داشت. ساکنان بلندی‌های جولان از حق شهروندی، حق رأی و اقامت برخوردارند که به آنها اجازه می‌دهد در داخل مرزهای اسرائیل سفر کنند. اسرائیل دیگر کنترل نظامی در نوار غزه اعمال نمی‌کند، اما آن را در معرض محاصره و سایر اقدامات لازم برای تأمین امنیت خود قرار داده‌است. دولت اسرائیل اعلام کرده که قوانین بین‌المللی بشردوستانه مندرج در کنوانسیون چهارم ژنو در سرزمین‌های اشغالی را رعایت می‌کند. اسرائیل اعمال میثاق بین‌المللی حقوق مدنی و سیاسی و میثاق بین‌المللی حقوق اقتصادی، اجتماعی و فرهنگی را که هر دویشان را امضا کرده‌است، برای سرزمین‌های اشغالی فلسطین رد می‌کند. 

### قیاس آپارتاید
رفتار اسرائیل با غیر اسرائیلی‌ها در سرزمین‌های اشغال شده توسط اسرائیل در چهل سال گذشته، توسط طرف‌های گوناگون از جمله کنگره اتحادیه‌های کارگری آفریقای جنوبی، جیمی کارتر، اسقف اعظم دزموند توتو، و دادستان کل اسرائیل، مایکل بن یار، با رفتار آفریقای جنوبی با غیر سفیدپوستان در دوران آپارتاید - قیاس شده‌است. در سال ۲۰۰۹، شورای تحقیقات علوم انسانی آفریقای جنوبی مطالعه ۳۰۰ صفحه ای را منتشر کرد که در آن به این نتیجه رسیدند که اسرائیل استعمار و آپارتاید را در سرزمین‌های اشغالی فلسطین اعمال می‌کند.

### استناد
1. ↑  "The Avalon Project: Declaration of Israel's Independence 1948". Avalon.law.yale.edu. Retrieved 22 July 2010.
2. ↑  Gavison, Ruth (1985). "The Controversy over Israel's Bill of Rights". Israel Yearbook of Human Rights. 15: 113–154.
3. ↑  "US watchdog: Israel is Mideast's only 'free' state". The Jerusalem Post. Retrieved 21 August 2018.
4. ↑  Wilson, Scott (30 October 2006). "Golan Heights Land, Lifestyle Lure Settlers". The Washington Post.
5. ↑  United Nations High Commissioner for Refugees (15 September 2005). "7957/04 Mara'abe v. The Prime Minister of Israel". United Nations High Commission for Refugees. Retrieved 25 March 2016.
6. ↑  "Legal Consequences of the Construction of a Wall in the Occupied Palestinian Territory" (2004).
7. ↑  De Waart, Paul J. I. M. (2005). "International Court of Justice Firmly Walled in the Law of Power in the Israeli–Palestinian Peace Process". Leiden Journal of International Law. 18 (3): 477. doi:10.1017/S0922156505002839.
8. ↑  Bodoni, Ronen (20 June 1995). "South African union joins boycott of Israel". Ynetnews. Retrieved 22 July 2010.
9. ↑  "Jimmy Carter: Israel's 'apartheid' policies worse than South Africa's". Haaretz. 2 April 2008. Archived from the original on 10 October 2008. Retrieved 22 July 2010.
10. ↑  "Occupation, Colonialism, Apartheid". 22 June 2009. Archived from the original on 22 June 2009. Retrieved 26 October 2020.